# Krzywulanka
Krzywulanka, Krzywolanka (ukr. Кривулянка) – dawna wieś, obecnie część miasta Kamionka Bużańska na Ukrainie, w obwodzie lwowskim. Rozpościera się w rejonie ulicy Gwardyjskiej, na południowy zachód od centrum miasta.

## Historia
Dawniej Krzywulanka stanowiła odrębną wieś i gminę jednostkową. W II RP przynależała do woj. tarnopolskiego i powiatu kamioneckiego; w 1921 roku liczba mieszkańców wynosiła 323. 20 października 1933 gminę Krzywulanka zniesiono, włączając ją do Kamionka Strumiłowej.